# Kid Charlemagne
«Kid Charlemagne» es una canción interpretada por la banda estadounidense de rock Steely Dan, publicada como la canción de apertura de su quinto álbum de estudio The Royal Scam (1976). Más tarde, la canción fue publicada el 25 de junio de 1976 como el sencillo principal del álbum y alcanzó el puesto #82 en los Estados Unidos.

## Escritura y temática
La canción cuenta la historia del ascenso y la caída de un traficante de drogas en el contexto de la escena psicodélica de la década de 1960 en la Costa Oeste. Específicamente, los escritores Walter Becker y Donald Fagen han declarado que la letra se inspiró libremente en las hazañas del químico de LSD de San Francisco Owsley Stanley.
Las primeras dos líneas se basan en el hecho de que el ácido de Owsley era famoso por su pureza, y la autocaravana Technicolor de la tercera línea es probablemente una referencia al famoso autobús psicodélico llamado Furthur, que fue utilizado por los Merry Pranksters, a quienes Owsley les proporcionaba LSD.

## Composición y arreglos
«Kid Charlemagne» fue compuesta en un compás de 2
2 (alla breve) con un tempo de 96 pulsaciones por minuto y está escrita en la tonalidad de do mayor. Las voces van desde G4 a A5.
El solo de guitarra de Larry Carlton comienza a los 2'18" de la canción y termina a los 3'08". Pete Prown y HP Newquist lo describieron como “frases retorcidas de una sola nota, curvas y líneas melódicas vibrantes”; llamaron a esto, y al solo en el desvanecimiento, “impresionante”. Según la revista Rolling Stone, que clasificó a «Kid Charlemagne» en el puesto #80 en la lista de las 100 mejores canciones de guitarra, “A finales de los setenta, Steely Dan hizo álbumes utilizando un equipo rotatorio de grandes músicos de sesión a través de toma tras toma, que produjo un sinfín de solos de guitarra asombrosos. El jazz cósmico de varias secciones de Larry Carlton en este corte puede ser la mejor de todas: es tan compleja que es una canción por derecho propio”. En 2022, la revista Far Out lo incluyó en el puesto número 4 en una lista de los seis mejores solos de guitarra de Steely Dan, diciendo que “las líneas principales de «Kid Charlemagne» son intensas, fluidas y con frecuencia al borde de perder el control”. Nick Hornby, en Songbook, habló de la “exuberancia extraordinaria y diestra” del solo, aunque cuestionó la relación entre el solo y las “ironías secas de la letra de la canción”. Prown y Newquist describieron el solo durante el desvanecimiento como un “descanso alegre e improvisado”.
Adrian Belew citó el tapping en el diapasón, al final del solo, como un ejemplo temprano de lo que él y su compañero guitarrista Rob Fetters estaban tratando de lograr, en el momento en que Eddie van Halen estaba experimentando con la técnica.

## Sampling
El músico Kanye West sampleo la canción en «Champion», de su álbum Graduation (2007). Becker y Fagen inicialmente rechazaron la solicitud de West de usar la canción. Ellos cambiaron de opinión después de recibir una carta personal de West explicando la importancia de la canción.

## Créditos y personal
Créditos adaptados desde las notas de álbum.
Steely Dan
- Donald Fagen – voz principal y coros, órgano
- Walter Becker – guitarra rítmica

Músicos adicionales
- Larry Carlton – guitarra líder
- Don Grolnick – piano Rhodes
- Paul Griffin – clavinet
- Chuck Rainey – bajo eléctrico
- Bernard Purdie – batería
- Michael McDonald, Venetta Fields, Clydie King, Sherlie Matthews – coros

## Posicionamiento
| Gráfica (1976)                     | Pico de posición |
| ---------------------------------- | ---------------- |
| Estados Unidos (Billboard Hot 100) | 82               |